# خواجة أحرار
ناصر الدين عبيد الله بن محمود بن شهاب الدين (1404–1490 م) المعروف أكثر باسم خواجة أحرار (الفارسية: خواجه احرار) كان عضوًا في السلسلة الذهبية للطريقة الروحية الصوفية النقشبندية في آسيا الوسطى. وُلِد في سمرقند، وهي مدينة في آسيا الوسطى، لعائلة مسلمة. وُلد للخواجة محمود شاشي بن الخواجة شهاب الدين. وكان أجداده قد هاجروا من بغداد، ويرتبط نسبه بأبي بكر من جهة الأب، وعمر من جهة الأم. كان خواجة أحرار مشاركًا بشكل عميق في الأنشطة الاجتماعية والسياسية والاقتصادية في بلاد ما وراء النهرين. وُلِد في عائلة فقيرة نسبيًا ولكنها كانت ذات روحانية عالية، وفي سن النضج، ربما كان أغنى شخص في المملكة. وكان صديقًا مقربًا لجميع الدراويش البارزين في ذلك الوقت. وكان مولانا الشاعر الفارسي عبد الرحمن الجامي تلميذًا له. لقد تعلم ومارس أسرار الروحانية على يد والده ثم على يد خواجة يعقوب شرخي.

## التأثير على سلطنة مغول الهند
وكان سلطان سمرقند في ذلك الوقت أميرًا تيموريًا. التقى به الخواجة أحرار لمناقشة أحوال الناس. ولكن كبير مساعدي السلطان لم يكن له أي اهتمام، فقال له خواجة أحرار: "لقد أمرني الله ورسوله أن آتي إلى هنا". ولم يبد مساعد السلطان أي إشارة للحديث وقال إن السلطان غير مهتم بالشعب. عند ذلك كتب الخواجة اسم السلطان على الجدار، ومحاه بلسانه، وقال: "سيبدلك الله بملك يهتم بشعبه"، ثم انصرف. وبعد أيام قليلة، كما يسجل التاريخ، جمع السلطان أبو سعيد ميرزا، وهو ملك تيموري آخر، قواته وهاجم سمرقند. أصبح السلطان أبو سعيد فيما بعد جد ظهير الدين محمد بابور، فاتح الهند ومؤسس سلطنة مغول الهند. لقد استمر هذا التحالف بين أبي سعيد ميرزا وخواجة أحرار لعقود من الزمن وكان مثمرًا للمملكة بأكملها.
كما أطلق خواجة أحرار على بابور في طفولته اسم ظهير الدين محمد، وهو ما يعني حرفيًا "المدافع عن الدين".

## الوفاة
توفي الخواجة أحرار في سمرقند سنة 1490 هـ (896 هـ) وعمره 89 سنة. العبارة التذكارية (التأريخ الشعري) له هي "خلدِ برین"، وقد اكتشفها علي الشرنّاوي. لقد ترك ثروة ضخمة، واستمرت عائلته في دعوته.

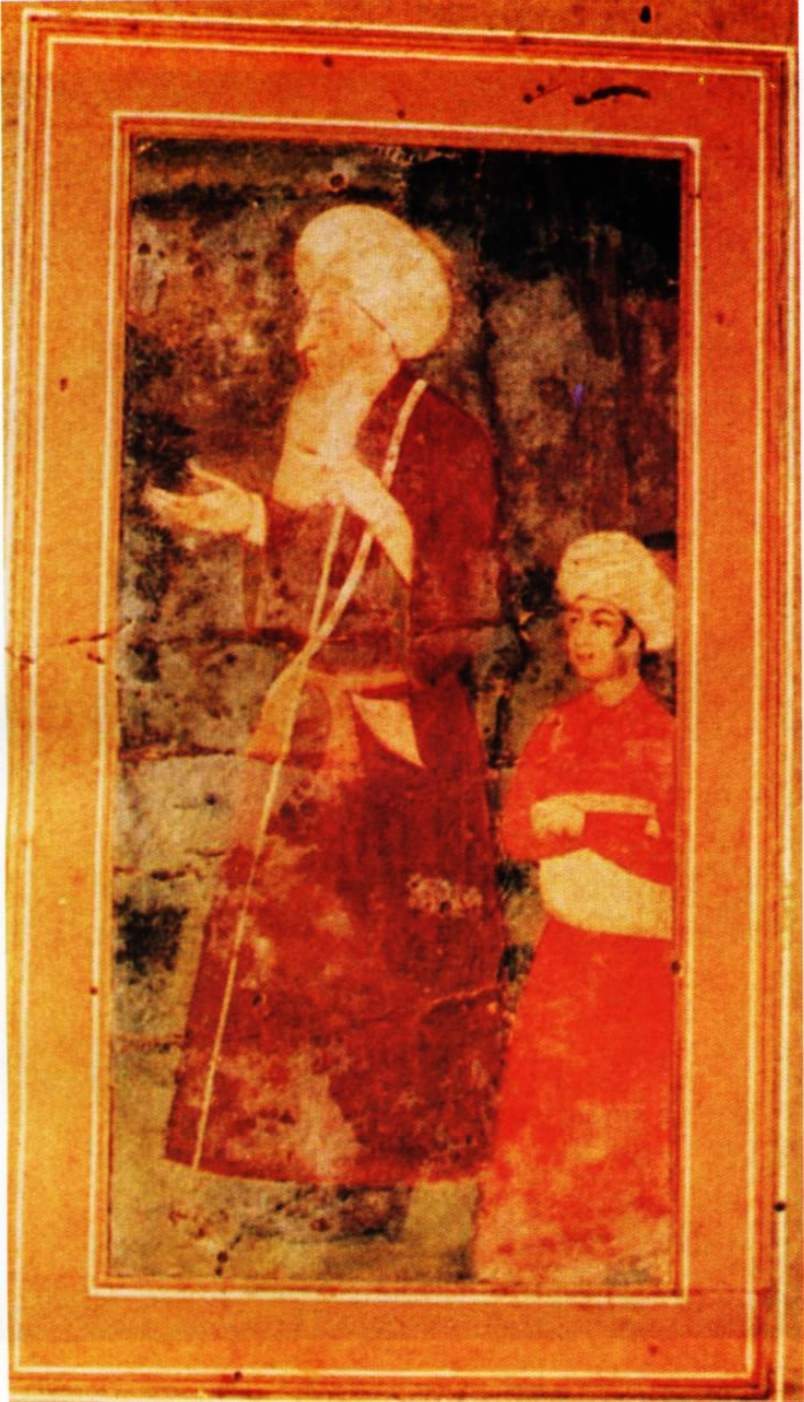
خواجة أحرار مع مولانا جامي، شاعر صوفي. تمثيل متخيل

## اقتباسات مشهورة
«يدخل كلُّ واحدٍ من بابٍ مختلف؛ وقد دخلتُ هذا الطريق الروحي من باب الخدمة.»
«أحبِب العاشقين واتبعهم، فتصبح مثلهم ويشرق حبهم عليك.»
«التصوف يقتضي أن تحمل أعباء الجميع، وألا تُلقي بأعبائك على أحد.»